# 蘇峰公園

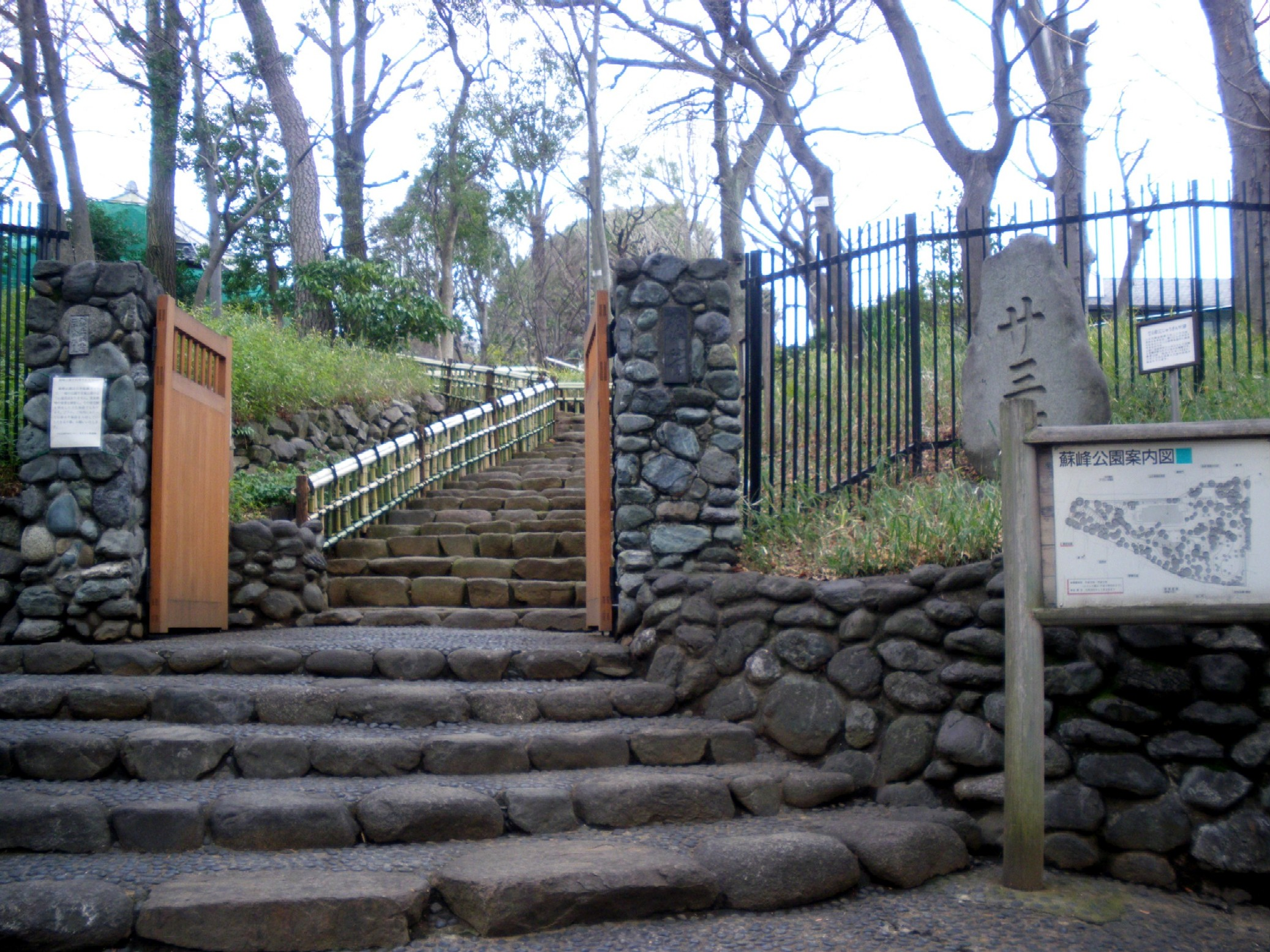
蘇峰公園の入口

蘇峰公園（そほうこうえん）は、徳富蘇峰の旧宅跡（山王草堂）を1986年に大田区が譲り受け、公園として整備して、1986年に公開した区立公園。入り口に大きな2本のイチョウの木があり、これが目印となっている。

## 概要
園内には植え込み、梅林、池、東屋などがある回遊型庭園。イチョウ、マツ、クヌギ、カタルパなどの樹木や花がある。
カタルパは、新島襄がアメリカ留学から持ち帰った種を譲り受けたものから育ったもの。

## 開園時間
9:00から17:00まで。
入園無料。

## 所在地
- 東京都大田区山王一丁目41番21号

## アクセス
- JR京浜東北線大森駅西口から、バス「馬込循環」馬込銀座下車5分

徒歩なら15分程度。

## 近在の施設
- 山王草堂記念館 - 公園内の徳富蘇峰の旧宅
- 大田区立尾崎士郎記念館 - 隣接